# Schizidium festai
Schizidium festai là một loài chân đều trong họ Armadillidiidae. Loài này được Dollfus miêu tả khoa học năm 1894.